# Paska
Paska (ukr: пáска) je miješani slatki kruh koji se tradicionalno peče za Uskrs, uglavnom u zemljama Istočne Europe, na Kavkazu i u središnjoj Aziji. 
Radi se od mlijeka, jaja, brašna i limuna. Tijesto se ukrašava u raznim oblicima, npr. kao pletenica. U sredini se često stavi križ. Prije pečenja, tijesto se vlaži izvana s mlijekom, da kora kasnije dobije ljepšu boju. Paska je iznutra žućkaste boje zbog žumanjka. Ruska inačica paske zove se kulič.
Kršćanski vjernici u mnogim zemljama istočnoga kršćanstva jedu ovu vrstu kruha za vrijeme Uskrsa. Unutrašnjost paske može biti žute i bijele boje za koje se kaže da predstavljaju uskrsloga Krista, dok bijela predstavlja i Duha Svetoga. Ostale inačice paske uključuju namirnice kao što su: čokolada, riža, smjesa od sira ili Maraschino trešnje.